# Liste des monuments historiques de la métropole de Lyon
Cet article recense les monuments historiques de la métropole de Lyon, en France.

## Statistiques
Lyon rassemble 234 de ces protections.
- Haut – A
- B
- C
- D
- E
- F
- G
- H
- I
- J
- K
- L
- M
- N
- O
- P
- Q
- R
- S
- T
- U
- V
- W
- X
- Y
- Z

## Liste
Du fait du nombre de protections dans la commune de Lyon, cette dernière fait l'objet d'une liste distincte : voir la liste des monuments historiques de Lyon.
| Monument                                                                                 | Commune                    | Adresse                                                                                 | Coordonnées                                  | Notice                                       | Protection                                   | Date                                         | Illustration                                                                       |
| ---------------------------------------------------------------------------------------- | -------------------------- | --------------------------------------------------------------------------------------- | -------------------------------------------- | -------------------------------------------- | -------------------------------------------- | -------------------------------------------- | ---------------------------------------------------------------------------------- |
| Château d'Albigny-sur-Saône                                                              | Albigny-sur-Saône          | Montée du Vieux-Château                                                                 | 45° 51′ 59″ nord, 4° 49′ 51″ est             | « PA00117703 »                               | Inscrit                                      | 1942                                         | Château d'Albigny-sur-Saône                                                        |
| Maison de l'Accueil d'Albigny-sur-Saône, sept peintures murales de Daniel Sarrabat       | Albigny-sur-Saône          |                                                                                         | 45° 51′ 38″ nord, 4° 49′ 55″ est             | « PA00117704 »                               | Classé                                       | 1958                                         | Maison de l'Accueil d'Albigny-sur-Saône, sept peintures murales de Daniel Sarrabat |
| Villa Rhodania                                                                           | Bron                       | 1 boulevard Bollaert                                                                    | 45° 43′ 44″ nord, 4° 53′ 26″ est             | « PA69000074 »                               | Inscrit                                      | 2020                                         | Image manquante Téléverser                                                         |
| Maison du docteur Dugoujon                                                               | Caluire-et-Cuire           | Place Gouailhardou                                                                      | 45° 47′ 57″ nord, 4° 50′ 45″ est             | « PA00118102 »                               | Inscrit                                      | 1990                                         | Maison du docteur Dugoujon                                                         |
| Maison des Frères des Écoles chrétiennes                                                 | Caluire-et-Cuire           | 1 rue Jean-Moulin                                                                       | 45° 47′ 55″ nord, 4° 50′ 42″ est             | « PA00117728 »                               | Inscrit                                      | 1982                                         | Maison des Frères des Écoles chrétiennes                                           |
| Maison La Rivette                                                                        | Caluire-et-Cuire           | 17 montée des Forts                                                                     | 45° 47′ 41″ nord, 4° 49′ 51″ est             | « PA00117729 »                               | Inscrit                                      | 1987                                         | Maison La Rivette                                                                  |
| Usine des eaux de Saint-Clair                                                            | Caluire-et-Cuire           | 30 chemin de Wette-Fays                                                                 | 45° 47′ 21″ nord, 4° 51′ 27″ est             | « PA00117730 »                               | Inscrit Classé                               | 1988 1991                                    | Usine des eaux de Saint-Clair                                                      |
| Château de Charly                                                                        | Charly                     |                                                                                         | 45° 38′ 51″ nord, 4° 47′ 43″ est             | « PA00117734 »                               | Inscrit                                      | 1926                                         | Château de Charly                                                                  |
| Château de Foudras                                                                       | Charly                     |                                                                                         | 45° 38′ 41″ nord, 4° 47′ 42″ est             | « PA00117735 »                               | Inscrit                                      | 1935                                         | Château de Foudras                                                                 |
| Maison dite de Melchior Philibert                                                        | Charly                     | Rue de l'Église                                                                         | 45° 38′ 49″ nord, 4° 47′ 47″ est             | « PA00117736 »                               | Classé Inscrit                               | 1962 1980 2003                               | Maison dite de Melchior Philibert                                                  |
| Folie Guilliaud                                                                          | Collonges-au-Mont-d'Or     | Chemin de l'Éperon                                                                      | 45° 49′ 55″ nord, 4° 50′ 35″ est             | « PA69000058 »                               | Inscrit                                      | 2017                                         | Image manquante Téléverser                                                         |
| Château de la Guerrière                                                                  | Couzon-au-Mont-d'Or        | 44 rue Rochon 1 rue Valesque                                                            | 45° 50′ 42″ nord, 4° 49′ 31″ est             | « PA00118132 »                               | Classé                                       | 1998                                         | Château de la Guerrière                                                            |
| Église Saint-Maurice de Couzon-au-Mont-d'Or                                              | Couzon-au-Mont-d'Or        |                                                                                         | 45° 50′ 44″ nord, 4° 49′ 45″ est             | « PA00117752 »                               | Inscrit                                      | 2021                                         | Église Saint-Maurice de Couzon-au-Mont-d'Or                                        |
| Aqueduc de l'Yzeron                                                                      | Craponne                   | Le Tourillon                                                                            | 45° 44′ 59″ nord, 4° 44′ 07″ est             | « PA00117753 »                               | Inscrit                                      | 1982                                         | Aqueduc de l'Yzeron                                                                |
| Château de la Trolanderie                                                                | Curis-au-Mont-d'Or         |                                                                                         | 45° 52′ 03″ nord, 4° 49′ 09″ est             | « PA00117754 »                               | Inscrit                                      | 2007                                         | Château de la Trolanderie                                                          |
| Émetteur radio de Dardilly                                                               | Dardilly                   | Chemin de Traîne-Cul                                                                    | 45° 48′ 35″ nord, 4° 44′ 04″ est             | « PA00118105 »                               | Inscrit                                      | 1990                                         | Émetteur radio de Dardilly                                                         |
| Maison natale du curé d'Ars                                                              | Dardilly                   | Le Bourg 2 chemin du Curé-d'Ars                                                         | 45° 48′ 17″ nord, 4° 45′ 12″ est             | « PA69000011 »                               | Inscrit                                      | 2001                                         | Maison natale du curé d'Ars                                                        |
| Monument aux morts de Dardilly                                                           | Dardilly                   |                                                                                         | 45° 48′ 37″ nord, 4° 45′ 05″ est             | « PA69000066 »                               | Inscrit                                      | 2019                                         | Monument aux morts de Dardilly                                                     |
| Manoir de Parsonge                                                                       | Dardilly                   |                                                                                         | 45° 49′ 08″ nord, 4° 45′ 25″ est             | « PA00118133 »                               | Inscrit                                      | 1991                                         | Manoir de Parsonge                                                                 |
| Menhir de Montaberlet                                                                    | Décines-Charpieu           |                                                                                         | 45° 46′ 06″ nord, 4° 56′ 18″ est             | « PA00117755 »                               | Classé                                       | 1889                                         | Menhir de Montaberlet                                                              |
| Aqueduc de la Brévenne                                                                   | Écully                     |                                                                                         | 45° 45′ 39″ nord, 4° 47′ 08″ est             | « PA00117757 »                               | Classé                                       | 1945                                         | Aqueduc de la Brévenne                                                             |
| Édicule Renaissance d'Écully                                                             | Écully                     |                                                                                         | 45° 46′ 12″ nord, 4° 46′ 51″ est             | « PA00117758 »                               | Classé                                       | 1945                                         | Édicule Renaissance d'Écully                                                       |
| Maison d'Anthouard                                                                       | Écully                     | 2 route de Champagne                                                                    | 45° 46′ 49″ nord, 4° 46′ 45″ est             | « PA00117759 »                               | Inscrit                                      | 1975                                         | Maison d'Anthouard                                                                 |
| Manoir de la Greysolière                                                                 | Écully                     | Chemin de Grandvaux                                                                     | 45° 46′ 25″ nord, 4° 46′ 17″ est             | « PA00117760 »                               | Inscrit                                      | 1992                                         | Manoir de la Greysolière                                                           |
| Château du Buisson                                                                       | Fontaines-Saint-Martin     | 450 Rue du Buisson                                                                      | 45° 50′ 24″ nord, 4° 51′ 00″ est             | « PA00117762 »                               | Inscrit                                      | 1926                                         | Château du Buisson                                                                 |
| Villa Roux                                                                               | Fontaines-sur-Saône        | Chemin Vetter                                                                           | 45° 49′ 04″ nord, 4° 51′ 43″ est             | « PA69000056 »                               | Inscrit                                      | 2017                                         | Villa Roux                                                                         |
| Château de Francheville                                                                  | Francheville               |                                                                                         | 45° 44′ 11″ nord, 4° 46′ 12″ est             | « PA00117763 »                               | Inscrit                                      | 1982                                         | Château de Francheville                                                            |
| Fortin de Rancé                                                                          | Genay                      | Place de Verdun                                                                         | 45° 53′ 52″ nord, 4° 50′ 30″ est             | « PA00117765 »                               | Inscrit                                      | 1947                                         | Fortin de Rancé                                                                    |
| Canal de Givors                                                                          | Givors                     |                                                                                         | 45° 35′ 16″ nord, 4° 45′ 58″ est             | « PA00135656 »                               | Inscrit                                      | 1995                                         | Canal de Givors                                                                    |
| Cheminée de l’ancienne verrerie BSN-VMC puis BSN Glasspack (Verrerie de Michel Robichon) | Givors                     | Quai Eugène-Souchon                                                                     | à géolocaliser                               | « PA69000078 »                               | Inscrit                                      | 2021                                         | Image manquante Téléverser                                                         |
| Château de Grigny                                                                        | Grigny                     |                                                                                         | 45° 36′ 30″ nord, 4° 47′ 24″ est             | « PA00117767 »                               | Inscrit Classé                               | 1984                                         | Château de Grigny                                                                  |
| Château de la Damette                                                                    | Irigny                     | 47 côté Berthaud                                                                        | 45° 40′ 27″ nord, 4° 49′ 47″ est             | « PA00117768 »                               | Classé                                       | 1927                                         | Château de la Damette                                                              |
| Croix de chemin d'Irigny                                                                 | Irigny                     | 46 avenue Charles-de-Gaulle                                                             | 45° 39′ 54″ nord, 4° 49′ 33″ est             | « PA00117769 »                               | Classé                                       | 1928                                         | Croix de chemin d'Irigny                                                           |
| Villa et jardin Bagatelle                                                                | Irigny                     | 70 rue de Selettes 56 côte Carmagnac                                                    | 45° 39′ 58″ nord, 4° 49′ 35″ est             | « PA69000041 »                               | Inscrit                                      | 2009                                         | Villa et jardin Bagatelle                                                          |
| Château de la Barollière                                                                 | Limonest                   |                                                                                         | 45° 50′ 23″ nord, 4° 46′ 46″ est             | « PA00117779 »                               | Inscrit                                      | 1926                                         | Château de la Barollière                                                           |
| Château de Lissieu                                                                       | Lissieu                    |                                                                                         | 45° 51′ 56″ nord, 4° 44′ 34″ est             | « PA00117780 »                               | Inscrit                                      | 1936                                         | Château de Lissieu                                                                 |
|                                                                                          | Lyon                       | Voir Liste des monuments historiques de Lyon                                            | Voir Liste des monuments historiques de Lyon | Voir Liste des monuments historiques de Lyon | Voir Liste des monuments historiques de Lyon | Voir Liste des monuments historiques de Lyon | Voir Liste des monuments historiques de Lyon                                       |
| Église Saint-Pierre de Montanay                                                          | Montanay                   | Place de l’Église                                                                       | 45° 52′ 53″ nord, 4° 51′ 51″ est             | « PA00118000 »                               | Classé                                       | 1978                                         | Église Saint-Pierre de Montanay                                                    |
| Domaine de Bellerive                                                                     | La Mulatière               | 29, 29b quai Jean-Jacques-Rousseau                                                      | 45° 44′ 20″ nord, 4° 48′ 40″ est             | « PA69000022 »                               | Inscrit                                      | 2004                                         | Domaine de Bellerive                                                               |
| Château d'Ombreval                                                                       | Neuville-sur-Saône         | Place du 8 mai                                                                          | 45° 52′ 40″ nord, 4° 50′ 24″ est             | « PA00118007 »                               | Classé                                       | 1927                                         | Château d'Ombreval                                                                 |
| Église Notre-Dame-de-l'Assomption de Neuville-sur-Saône                                  | Neuville-sur-Saône         |                                                                                         | 45° 52′ 35″ nord, 4° 50′ 23″ est             | « PA69000020 »                               | Inscrit                                      | 2004                                         | Église Notre-Dame-de-l'Assomption de Neuville-sur-Saône                            |
| École Saint-Thomas-d'Aquin                                                               | Oullins                    | 56 rue du Perron                                                                        | 45° 42′ 41″ nord, 4° 48′ 30″ est             | « PA00118010 »                               | Inscrit Classé Inscrit                       | 1978 2010                                    | École Saint-Thomas-d'Aquin                                                         |
| Immeuble Le Castel                                                                       | Oullins                    | 23 rue Voltaire                                                                         | 45° 42′ 53″ nord, 4° 48′ 16″ est             | « PA00118012 »                               | Classé                                       | 1983                                         | Immeuble Le Castel                                                                 |
| Maison de la Cadière                                                                     | Oullins                    | 12 chemin de la Cadière                                                                 | 45° 43′ 19″ nord, 4° 48′ 06″ est             | « PA00118011 »                               | Inscrit                                      | 1972                                         | Maison de la Cadière                                                               |
| Château du Grand Perron                                                                  | Pierre-Bénite              | 60 chemin du Grand-Perron                                                               | 45° 41′ 59″ nord, 4° 48′ 34″ est             | « PA00118015 »                               | Classé Inscrit                               | 1979                                         | Château du Grand Perron                                                            |
| Château du Petit Perron                                                                  | Pierre-Bénite              | 89 rue Voltaire                                                                         | 45° 42′ 01″ nord, 4° 48′ 40″ est             | « PA00118014 »                               | Inscrit                                      | 2006                                         | Château du Petit Perron                                                            |
| Château de la Trolanderie                                                                | Poleymieux-au-Mont-d'Or    |                                                                                         | 45° 52′ 03″ nord, 4° 49′ 09″ est             | « PA69000031 »                               | Inscrit                                      | 2007                                         | Château de la Trolanderie                                                          |
| Chapelle Saint-Jean-Baptiste de La Chapelle                                              | Quincieux                  |                                                                                         | 45° 54′ 32″ nord, 4° 45′ 32″ est             | « PA00118019 »                               | Inscrit                                      | 1983                                         | Chapelle Saint-Jean-Baptiste de La Chapelle                                        |
| Château de Saint-Cyr-au-Mont-d'Or                                                        | Saint-Cyr-au-Mont-d'Or     |                                                                                         | 45° 48′ 53″ nord, 4° 49′ 04″ est             | « PA00118028 »                               | Inscrit                                      | 1926                                         | Château de Saint-Cyr-au-Mont-d'Or                                                  |
| Ancienne église de Saint-Cyr-au-Mont-d'Or                                                | Saint-Cyr-au-Mont-d'Or     | 7 rue des Écoles                                                                        | 45° 48′ 53″ nord, 4° 49′ 04″ est             | « PA69000009 »                               | Inscrit                                      | 2000                                         | Ancienne église de Saint-Cyr-au-Mont-d'Or                                          |
| Chapelle de Saint-Fortunat                                                               | Saint-Didier-au-Mont-d'Or  |                                                                                         | 45° 49′ 31″ nord, 4° 47′ 44″ est             | « PA00118029 »                               | Inscrit                                      | 1980                                         | Chapelle de Saint-Fortunat                                                         |
| Château de Saint-André du Coing                                                          | Saint-Didier-au-Mont-d'Or  | 26 chemin de Méruzin                                                                    | 45° 49′ 07″ nord, 4° 47′ 07″ est             | « PA69000038 »                               | Inscrit                                      | 2007                                         | Château de Saint-André du Coing                                                    |
| Pierre sculptée de Saint-Didier-au-Mont-d'Or                                             | Saint-Didier-au-Mont-d'Or  | Route de Limonest                                                                       | 45° 49′ 09″ nord, 4° 47′ 34″ est             | « PA00118030 »                               | Inscrit                                      | 1933                                         | Image manquante Téléverser                                                         |
| Aqueduc du chemin de Narcel                                                              | Sainte-Foy-lès-Lyon        | Chemin-de-Narcel                                                                        | 45° 44′ 06″ nord, 4° 48′ 01″ est             | « PA00118146 »                               | Inscrit                                      | 1991                                         | Aqueduc du chemin de Narcel                                                        |
| Aqueduc du Gier                                                                          | Sainte-Foy-lès-Lyon        | Le Plat-de-l'air 67 à 71 rue Georges-Clemenceau                                         | 45° 44′ 38″ nord, 4° 48′ 24″ est             | « PA00118031 »                               | Classé                                       | 1875 1986                                    | Aqueduc du Gier                                                                    |
| Église Sainte-Foy de Sainte-Foy-lès-Lyon                                                 | Sainte-Foy-lès-Lyon        | place Xavier-Ricard                                                                     | 45° 44′ 13″ nord, 4° 48′ 19″ est             | « PA69000079 »                               | Inscrit                                      | 2022                                         | Image manquante Téléverser                                                         |
| Maison                                                                                   | Sainte-Foy-lès-Lyon        | 50 rue Joseph-Ricard                                                                    | 45° 44′ 17″ nord, 4° 48′ 04″ est             | « PA00118032 »                               | Inscrit                                      | 1982                                         | Maison                                                                             |
| Séminaire Saint-Irénée                                                                   | Sainte-Foy-lès-Lyon        | 6 allée Jean-Paul II                                                                    | 45° 44′ 32″ nord, 4° 46′ 56″ est             | « PA69000032 »                               | Inscrit                                      | 2007                                         | Séminaire Saint-Irénée                                                             |
| Tour du télégraphe                                                                       | Sainte-Foy-lès-Lyon        | Montée de la Chapelle                                                                   | 45° 44′ 06″ nord, 4° 48′ 08″ est             | « PA00118033 »                               | Inscrit                                      | 1987                                         | Tour du télégraphe                                                                 |
| Château de Beauregard                                                                    | Saint-Genis-Laval          |                                                                                         | 45° 41′ 35″ nord, 4° 47′ 16″ est             | « PA00118034 »                               | Inscrit                                      | 1943                                         | Château de Beauregard                                                              |
| Château de Lumagne                                                                       | Saint-Genis-Laval          |                                                                                         | 45° 41′ 11″ nord, 4° 47′ 52″ est             | « PA00118035 »                               | Inscrit                                      | 1943                                         | Château de Lumagne                                                                 |
| Château de La Tour                                                                       | Saint-Genis-Laval          |                                                                                         | 45° 41′ 37″ nord, 4° 47′ 34″ est             | « PA00118036 »                               | Inscrit                                      | 1943                                         | Château de La Tour                                                                 |
| Observatoire de Lyon                                                                     | Saint-Genis-Laval          | 9, avenue Charles-André                                                                 | 45° 41′ 41″ nord, 4° 46′ 57″ est             | « PA69000033 »                               | Inscrit Classé                               | 2007 2008                                    | Observatoire de Lyon                                                               |
| Villa Chapuis                                                                            | Saint-Genis-Laval          | 45, avenue Georges-Clemenceau                                                           | 45° 41′ 54″ nord, 4° 47′ 43″ est             | « PA00118037 »                               | Inscrit                                      | 1986                                         | Villa Chapuis                                                                      |
| Château de Saint-Germain-au-Mont-d'Or                                                    | Saint-Germain-au-Mont-d'Or |                                                                                         | 45° 52′ 50″ nord, 4° 48′ 20″ est             | « PA00118041 »                               | Inscrit Classé                               | 1981 1984                                    | Château de Saint-Germain-au-Mont-d'Or                                              |
| Villa Vignon/Bissuel                                                                     | Saint-Germain-au-Mont-d'Or | 29, route de Lyon-L'Orangerie                                                           | 45° 52′ 53″ nord, 4° 48′ 53″ est             | « PA69000024 »                               | Inscrit                                      | 2005                                         | Villa Vignon/Bissuel                                                               |
| Château de Saint-Priest                                                                  | Saint-Priest               | Rue de l'Égalité                                                                        | 45° 41′ 48″ nord, 4° 56′ 39″ est             | « PA00118053 »                               | Inscrit                                      | 1984                                         | Château de Saint-Priest                                                            |
| Église Saint-Romain de Saint-Romain-au-Mont-d'Or                                         | Saint-Romain-au-Mont-d'Or  |                                                                                         | 45° 50′ 13″ nord, 4° 49′ 22″ est             | « PA00118054 »                               | Inscrit                                      | 1926                                         | Église Saint-Romain de Saint-Romain-au-Mont-d'Or                                   |
| Jardin de Pierre Poivre                                                                  | Saint-Romain-au-Mont-d'Or  | Chemin de l'Éperon                                                                      | 45° 50′ 11″ nord, 4° 49′ 50″ est             | « PA69000057 »                               | Inscrit                                      | 2017                                         | Image manquante Téléverser                                                         |
| Manoir de la Bessée                                                                      | Saint-Romain-au-Mont-d'Or  |                                                                                         | 45° 50′ 11″ nord, 4° 49′ 21″ est             | « PA00118055 »                               | Inscrit                                      | 1926                                         | Manoir de la Bessée                                                                |
| Réservoirs d'aqueduc du Vallon d'Arche                                                   | Saint-Romain-au-Mont-d'Or  |                                                                                         | 45° 49′ 48″ nord, 4° 48′ 44″ est             | « PA00118149 »                               | Inscrit                                      | 1991                                         | Réservoirs d'aqueduc du Vallon d'Arche                                             |
| Borne milliaire de Solaize                                                               | Solaize                    | Route de Vernaison                                                                      | 45° 38′ 28″ nord, 4° 50′ 15″ est             | « PA00118067 »                               | Classé                                       | 1910                                         | Borne milliaire de Solaize                                                         |
| Aqueduc de la Brévenne                                                                   | Tassin-la-Demi-Lune        | Les Massues 2 rue Claude-Boyer                                                          | 45° 45′ 39″ nord, 4° 47′ 09″ est             | « PA00118074 »                               | Inscrit Classé                               | 1985 1986                                    | Aqueduc de la Brévenne                                                             |
| Horloge monumentale de Tassin-la-Demi-Lune                                               | Tassin-la-Demi-Lune        | Place Vauboin                                                                           | 45° 45′ 50″ nord, 4° 46′ 53″ est             | « PA69000039 »                               | Inscrit                                      | 2007                                         | Horloge monumentale de Tassin-la-Demi-Lune                                         |
| Maison                                                                                   | Tassin-la-Demi-Lune        | 62 rue Professeur-Deperet                                                               | 45° 45′ 09″ nord, 4° 45′ 49″ est             | « PA69000014 »                               | Classé                                       | 2008                                         | Maison                                                                             |
| Usine Tase                                                                               | Vaulx-en-Velin             |                                                                                         | 45° 45′ 53″ nord, 4° 55′ 39″ est             | « PA69000044 »                               | Inscrit                                      | 2011                                         | Usine Tase                                                                         |
| Église Sainte-Jeanne-d'Arc de Parilly                                                    | Vénissieux                 | Rue Jeanne-Labourde                                                                     | 45° 43′ 01″ nord, 4° 53′ 09″ est             | « PA69000026 »                               | Inscrit                                      | 2006                                         | Église Sainte-Jeanne-d'Arc de Parilly                                              |
| Groupe scolaire Louis-Pasteur                                                            | Vénissieux                 | Route de Corbas                                                                         | 45° 41′ 39″ nord, 4° 53′ 22″ est             | « PA69000018 »                               | Inscrit                                      | 2003                                         | Groupe scolaire Louis-Pasteur                                                      |
| Fée des Eaux                                                                             | Vernaison                  |                                                                                         | 45° 39′ 03″ nord, 4° 48′ 04″ est             | « PA00118087 »                               | Inscrit                                      | 1986                                         | Fée des Eaux                                                                       |
| Lac enchanté                                                                             | Vernaison                  |                                                                                         | 45° 39′ 04″ nord, 4° 48′ 06″ est             | « PA00118086 »                               | Inscrit                                      | 1986                                         | Lac enchanté                                                                       |
| Pavillon de Cornevent                                                                    | Vernaison                  |                                                                                         | 45° 38′ 24″ nord, 4° 48′ 27″ est             | « PA00118088 »                               | Inscrit                                      | 1973                                         | Pavillon de Cornevent                                                              |
| Hôtel de ville de Villeurbanne                                                           | Villeurbanne               | Avenue Aristide-Briand Place de la Libération 33 rue Michel-Servet 28 rue Paul-Verlaine | 45° 45′ 59″ nord, 4° 52′ 47″ est             | « PA00118150 »                               | Inscrit                                      | 1991                                         | Hôtel de ville de Villeurbanne                                                     |
| Monument aux morts de Villeurbanne                                                       | Villeurbanne               |                                                                                         | 45° 45′ 50″ nord, 4° 54′ 49″ est             | « PA69000069 »                               | Inscrit                                      | 2019                                         | Monument aux morts de Villeurbanne                                                 |
| Villa Lafont                                                                             | Villeurbanne               | 40 rue du Quatre-Septembre 22 avenue Marc-Sangnier                                      | 45° 45′ 43″ nord, 4° 52′ 26″ est             | « PA00118151 »                               | Inscrit                                      | 1991                                         | Villa Lafont                                                                       |